# Symphytum uplandicum
Symphytum uplandicum là loài thực vật có hoa trong họ Mồ hôi. Loài này được Nyman miêu tả khoa học đầu tiên năm 1855.